# Накладная
Накладная — первичный документ, используемый при передаче товарно-материальных ценностей от одного лица другому (предназначенный для оформления операций по отпуску и приёму товарно-материальных ценностей).
В зависимости от способа, формы и вида передачи товарно-материальных ценностей в российском (ранее — советском) законодательстве различаются следующие разновидности накладных:
1. товарная накладная — первичный бухгалтерский документ, предназначенный для оформления операций по отпуску и приёму товаров со склада. Содержит название организации, номер накладной, дату отпуска товара, его наименование, кем отпущен товар, кому отпущен товар, его количество, сорт, цена и другие данные, основание для отпуска товара, подписи материально ответственных лиц в его отпуске и приёме;
2. транспортная накладная — первичный документ, предназначенный для перевозки грузов, отправляемых по железным дорогам, водным путям, воздушным и автомобильным транспортом. Регулирует отношения между участниками перевозки грузов: перевозчиком, отправителем и получателем груза. Данный документ служит для оформления и удостоверения договора перевозки груза и представляется грузоотправителем перевозчику вместе с грузом. Транспортная накладная сопровождает груз на пути его следования от пункта приёма груза к перевозке до пункта получения груза.